# Rokazaur
Rokazaur (Rocasaurus muniozi) – zauropod z rodziny tytanozaurów (Titanosauridae).
Żył w epoce późnej kredy (ok. 80 mln lat temu) na terenach Ameryki Południowej. Długość ciała ok. 8 m. Jego szczątki znaleziono w 2000 roku w Argentynie.